# سید مرتضی حسینی فیاض
سید مرتضی حسینی فیاض در تاریخ ۲۰ فروردین ۱۳۰۸ در شهر نجف متولد گردید و در ۲۹ مرداد ۱۳۹۳ نیز درگذشت. او یکی از مراجع شیعه دوازده امامی عراق بود.
وی در حوزه علمیه نجف عراق نزد ابوالقاسم خویی و محسن الحکیم تحصیل علم کرده‌است.

## تالیفات
سید مرتضی حسینی فیاض در طول حیات خود کتاب‌های زیر را تألیف نموده‌است.
1. الامام المهدی (عج) سیرته، علاماته، ظهوره - (۴ جلد)
2. الحقوق الزوجیة فی الإسلام - (۲ جلد)
3. الحقوق الزوجیة فی الإسلام - (۲ جلد)
4. المواعظ النافعة
5. زواج المتعة فی الإسلام
6. عالم البرزخ والقبر
7. قصص القرآن ومواعظ الفرقان

## برای مطالعهٔ بیشتر
- فهرست مراجع تقلید شیعه